# Chapelle Demidoff de San Donato
La chapelle Demidoff de San Donato, ancienne chapelle privée de rite orthodoxe de la Villa San Donato, située Via San Donato, est le siège de l'Église du Christ à Florence.

## Histoire
La chapelle de rite orthodoxe a été construite entre 1822 et 1831 comme chapelle privée de la Villa San Donato, pour le comte Nicolas Demidoff, ambassadeur de Russie en Toscane.
Comme d'autres propriétés de la famille Demidoff, la chapelle se caractérise par une monumentalité solennelle, avec un imposant portique à quatre colonnes corinthiennes classiques et un grand dôme inspiré du Panthéon de Rome. Le plan est circulaire et de nombreuses colonnes soutiennent le dôme de style néoclassique. Les portes d'entrée de la chapelle sont une réplique partielle (huit panneaux au lieu de dix) de la paire des secondes portes (portes Nord) du Baptistère de Florence de Lorenzo Ghiberti, réalisée par Ferdinand Barbedienne ; le modèle réduit fut présenté à l'exposition universelle de Londres de 1851. L'œuvre d'art a nécessité trois ans de travail et a coûté l'équivalent de 20 000 dollars de l'époque, à Anatole Demidoff. Vendue le 15 mars 1880, elle a été revendue aux enchères publiques à Paris, le 12 mars 2014.
La Villa San Donato a été fortement endommagée lors de la Seconde Guerre mondiale et est restée à l'abandon jusqu'en 2009 où un chantier de réhabilitation a débuté ; la chapelle par contre a été préservée et restaurée. L'iconostase ancienne de la chapelle a toutefois été transférée dans l'église russe de la Nativité à Florence.

## Galerie

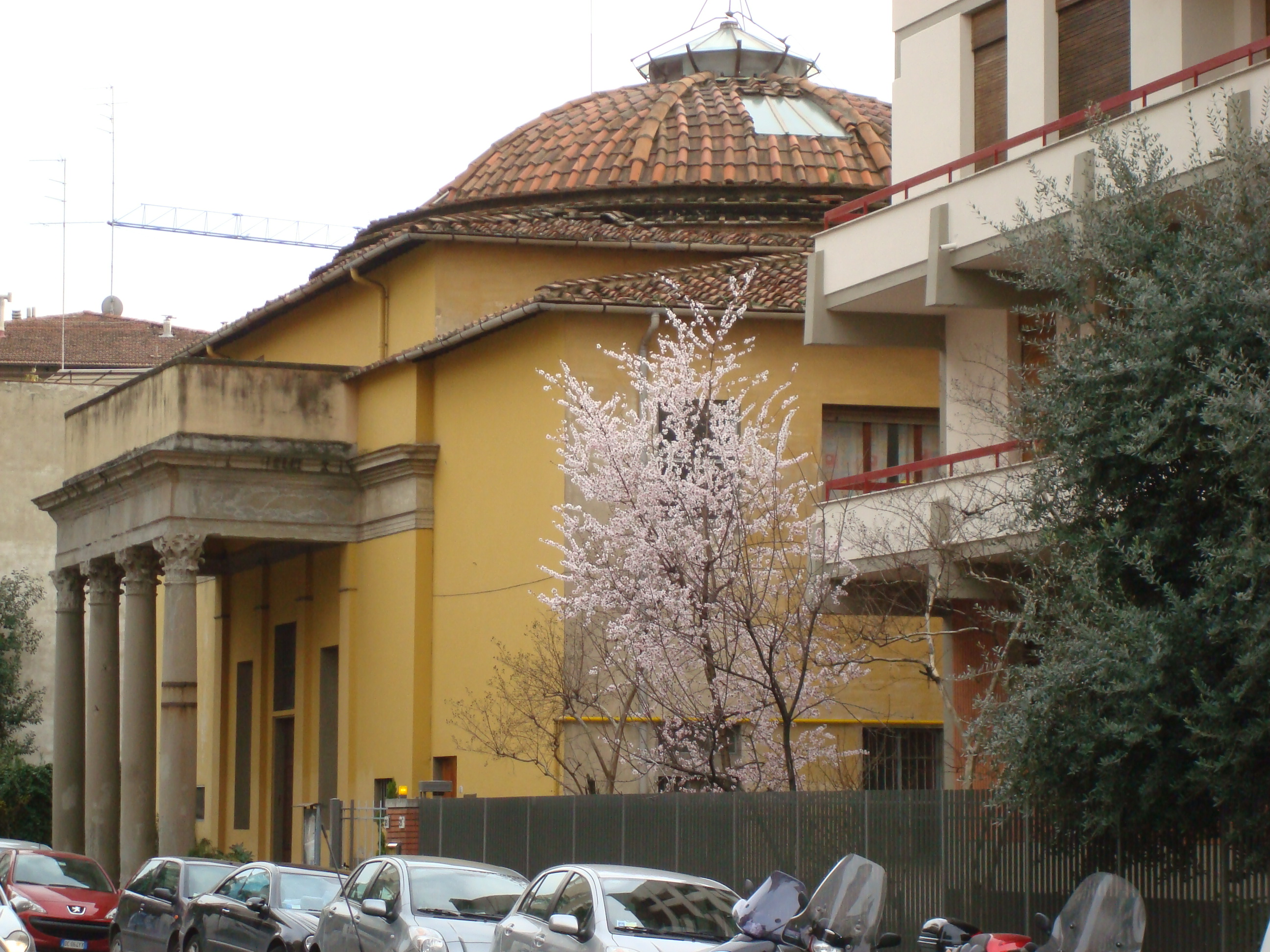
Vue extérieure (mars 2010)
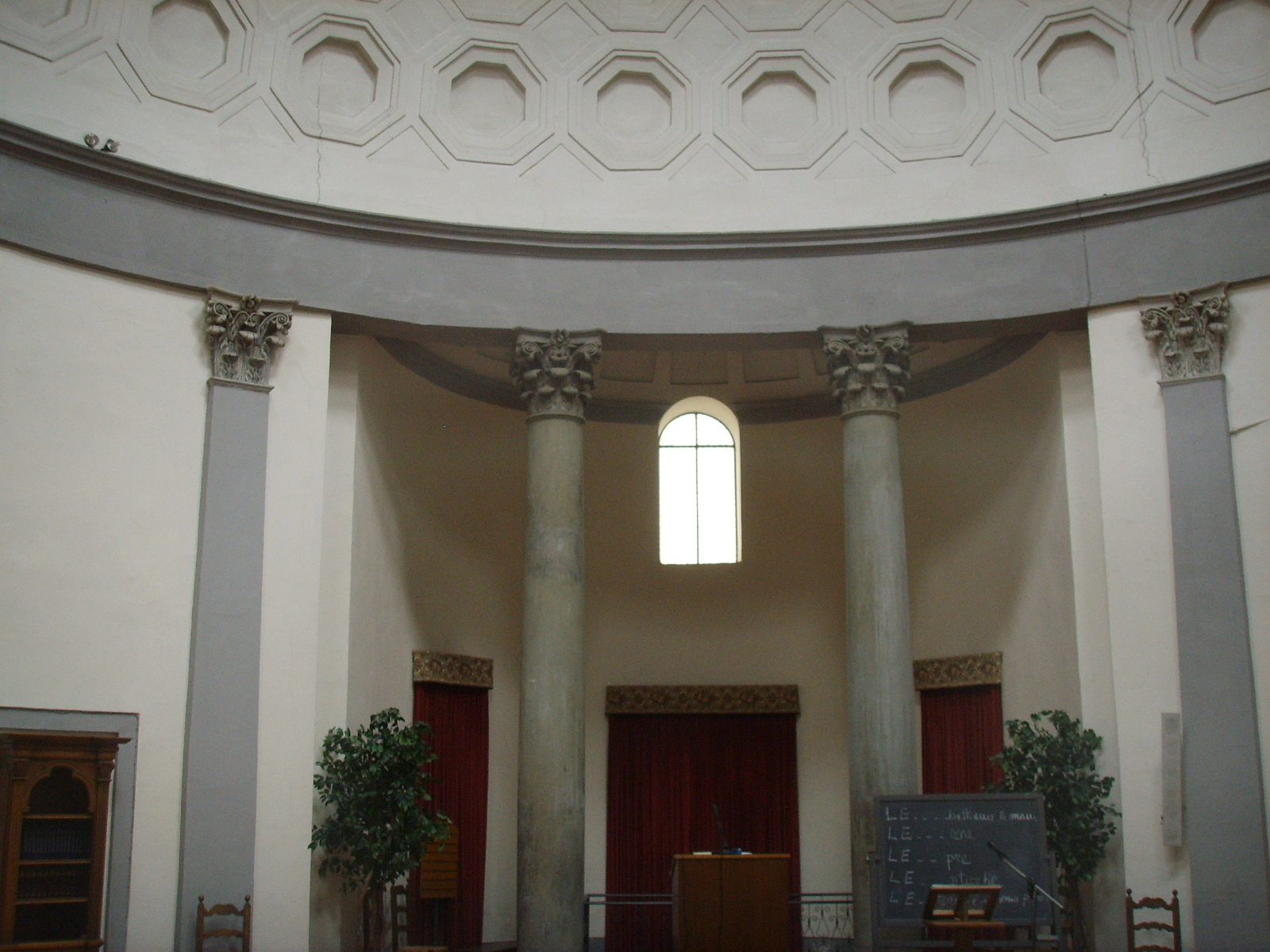
Vue intérieure
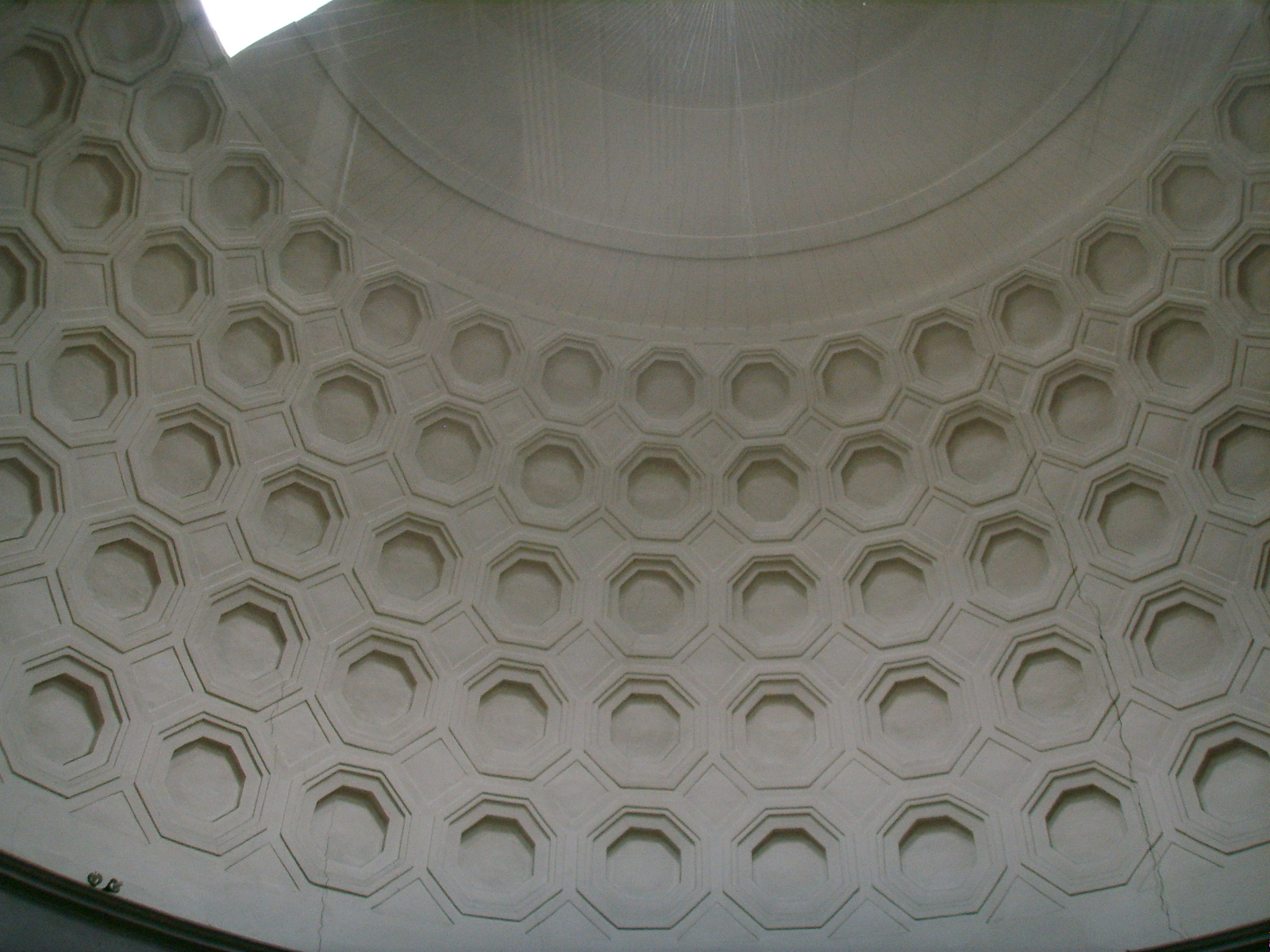
Le dôme
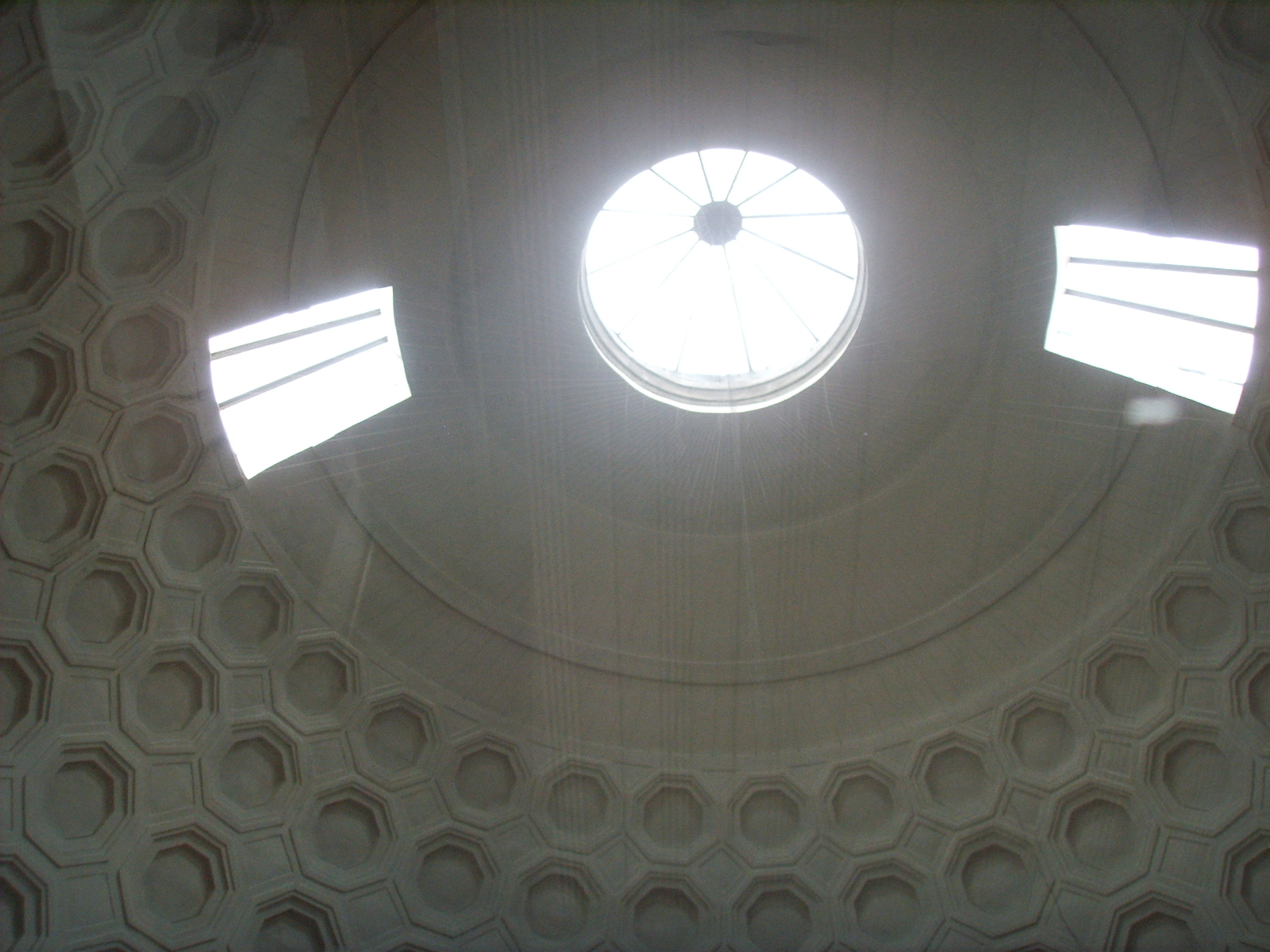
Le dôme